# Bloco Vermelho e Verde (Suécia)

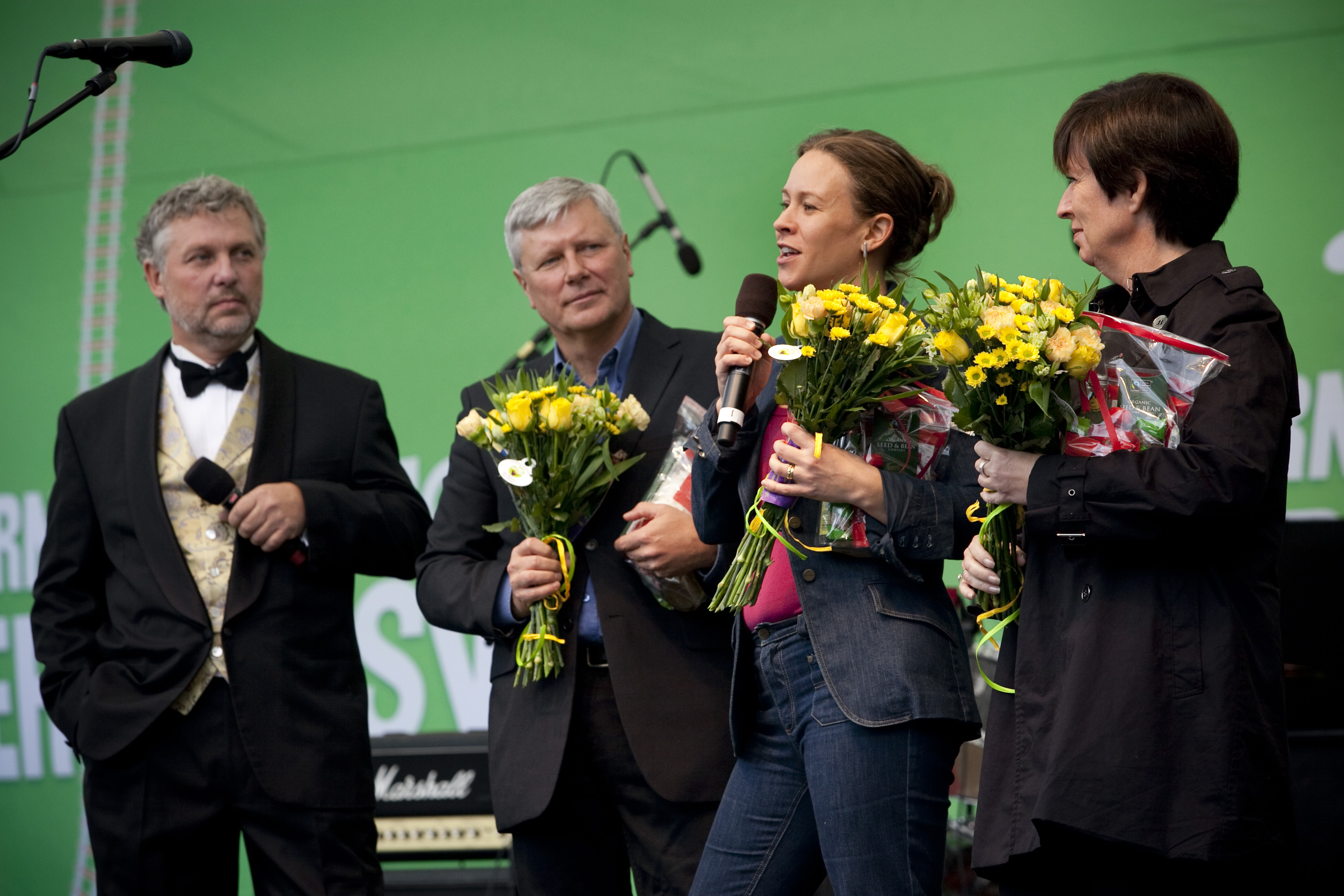
Os representantes do Bloco Vermelho e Verde em 2010.

O Bloco Vermelho e Verde (em sueco:  De rödgröna) é uma aliança informal e inoficial entre 3 formações políticas do centro-esquerda - o Partido Social-Democrata, o Partido Verde e o Partido da Esquerda.
A expressão “Vermelho e Verde” é uma alusão ao carácter socialista – isto é, vermelho – do Partido Social-Democrata e do Partido da Esquerda, e ao carácter ecologista – isto é, verde - do Partido Verde.

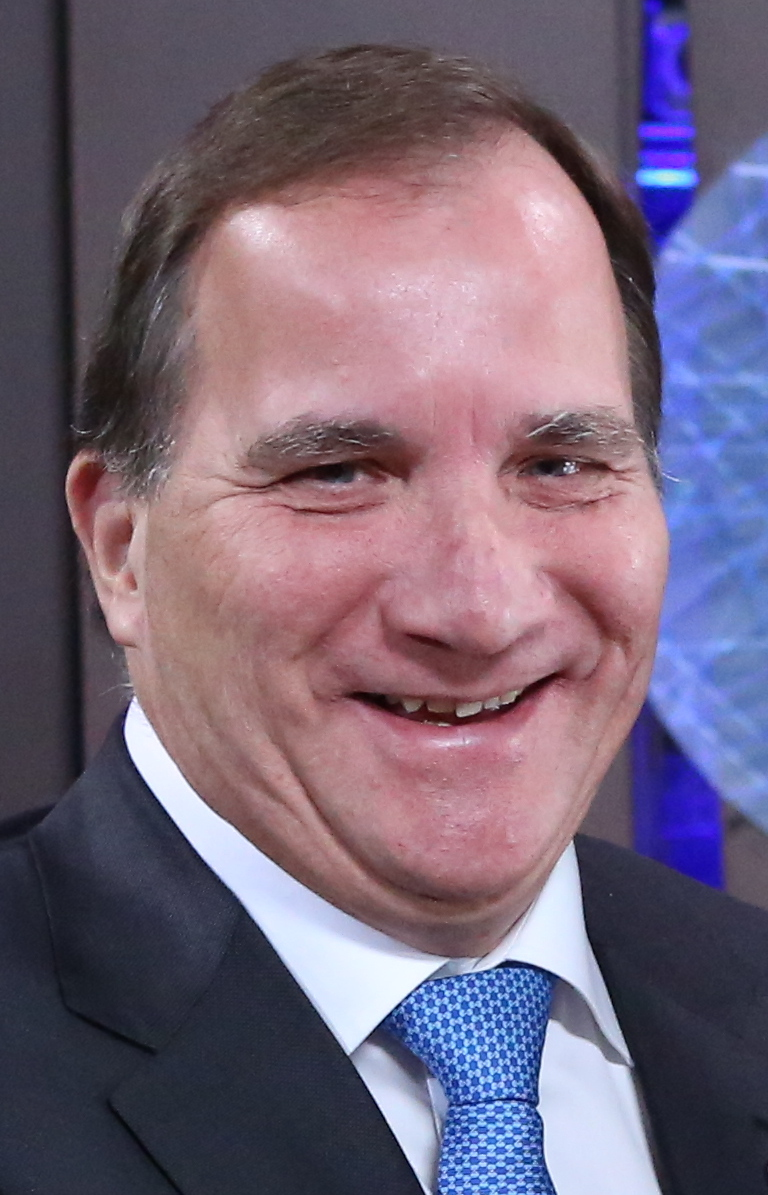
Stefan Löfven, líder do Partido Social-Democrata
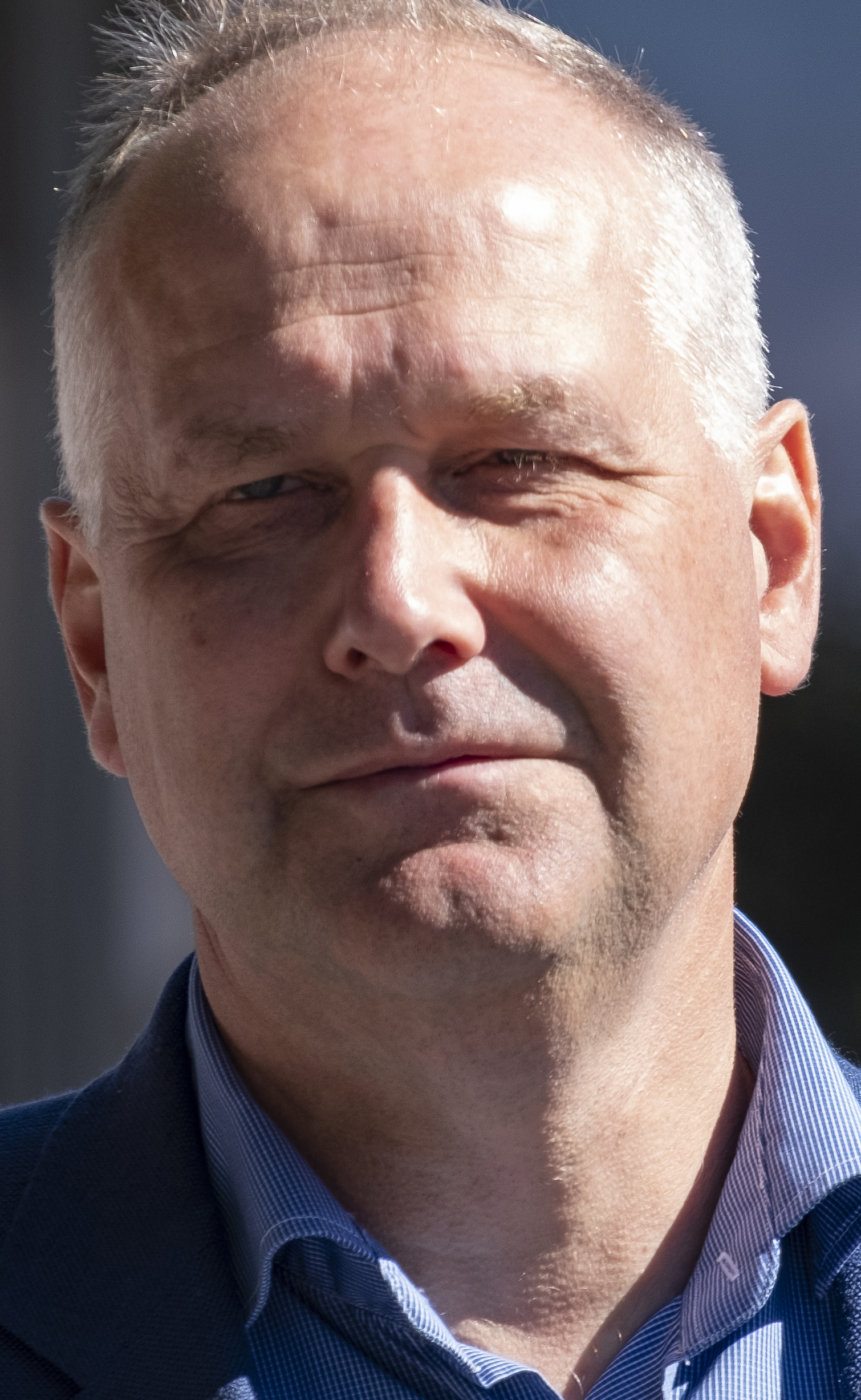
Jonas Sjöstedt, líder do Partido da Esquerda
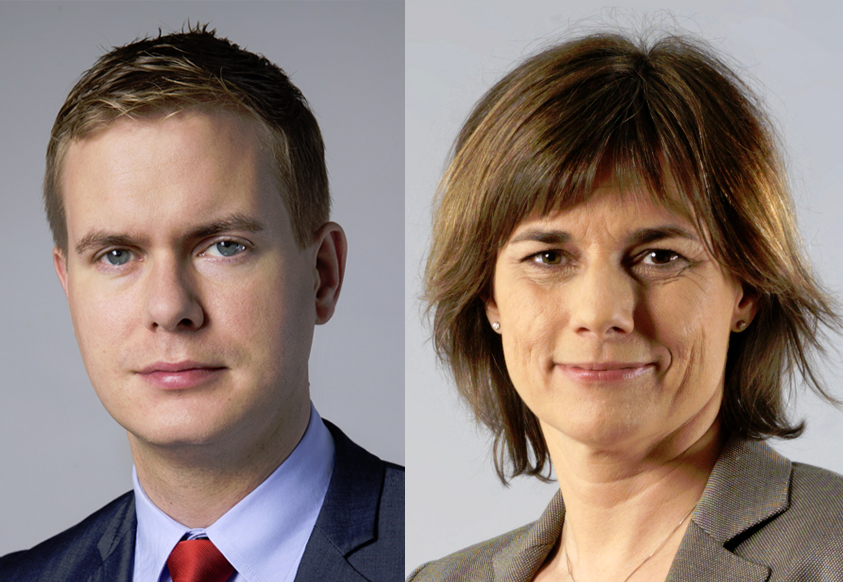
Gustav Fridolin e Isabella Lövin, porta-vozes do Partido Verde

O nome surgiu em 2008, e foi usado pela primeira vez nas eleições gerais na Suécia em 2010, quando os 3 partidos decidiram fazer frente juntos à Aliança (Alliansen) - uma união de 4 partidos de centro-direita, constituída pelo Partido Moderado, pelo Partido Popular Liberal, pelo Partido do Centro e pelos Democratas Cristãos.